# Arthur Melvin Okun
Arthur Melvin Okun (Jersey City, 1928. november 28. – Washington, 1980. március 23.), amerikai közgazdász. A Közgazdász Tanácsadók Tanácsában (Council of Economic Advisors) dolgozott 1968 és 1969 között. Ezelőtt a Yale Egyetem professzoraként tevékenykedett, azután ösztöndíjasként a washingtoni Brookings Institutions-nél.
Ő fogalmazta meg az Okun-törvényt, a kapcsolatot a munkanélküliség és a gazdasági növekedés között. Kimondja, hogy a GDP visszaesése 2%-kal (a GDP potenciálhoz képest) a munkanélküliségi ráta 1%-os növekedését vonzza magával.

## Fordítás
- Ez a szócikk részben vagy egészben  az   Arthur_Okun című angol Wikipédia-szócikk fordításán alapul.  Az eredeti cikk szerkesztőit annak laptörténete sorolja fel. Ez a jelzés csupán a megfogalmazás eredetét és a szerzői jogokat jelzi, nem szolgál a cikkben szereplő információk forrásmegjelöléseként.